# Мінарет
Мінаре́т (тур. Minare від араб. منارة, манара, «маяк») — в ісламській архітектурі баштоподібна культова споруда при мечеті, з якої глашатай (муедзин) скликає мусульман на молитву (салят).
Зовнішні стіни мінарета нерідко мають художньо-мистецьке оздоблення у вигляді фігурної цегляної кладки або облицювання полив'яною цеглою.
Балкон мінарету має назву шерефе.

## Види мінаретів та їх локальні особливості

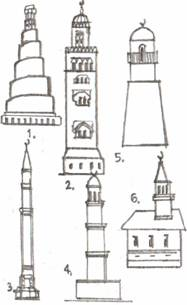
Види мінаретів: 1. іракський; 2. марокканський; 3. османський; 4. індійський; 5. єгипетський ранній; 6. татарський

Стилі та загальна архітектура мінаретів можуть мати значні відмінності, в залежності від регіону і часу будівництва.
Основні найпоширеніші види мінаретів:
- іракський — окрема споруда, оточена спіральними сходами. Набуває розповсюдження з ІХ століття.

- єгипетський ранній — чотири башти з невеликими віконницями по краях периметру мечеті. У Єгипті відомий з VII століття, був також популярний у Сирії до ХІІІ століття.

- єгипетський пізніший — восьмикутний з двома балконами, з яких той, що вище, меший, а нижчий — більший, часто багато оздоблений волютами. Набуває поширення з XV століття.

- османський — 1, 2, 4 або 6 тонких круглих у формі мінаретів в рівень з основною спорудою мечеті. Відомий з ХІ століття, набуває особливого поширення з XVI століття у час розквіту Османської імперії. Застосований при будівництві більшості кримських мечетей (Україна).

- марокканський — зазвичай, одинична окрема споруда, чотирикутна у формі. Набуває поширення з ХІ століття. Популярний також і в сусідніх з Марокко країнах Магрибу — Алжирі та Тунісі.

- перський — здебільшого дві тонкі башти з різними балконами при вході у мечеть. Розповсюджений у XVII столітті.

Свої особливості мали також мінарети у мусульманських народів Індії, російського Поволжя (татари) — своєрідний сплав церкви і мечеті, з мінаретом посеред даху; у Китаї — з елементами пагоди, у інших народів тощо.

## Галерея мечетей з мінаретами
Серед мечетей відомі пам'ятки архітектури — Калаян у Бухарі (1127), Кутб-Мінар у Делі (бл. 1200), Мечеть Ібн-Тулуна у Каїрі та багато інших.

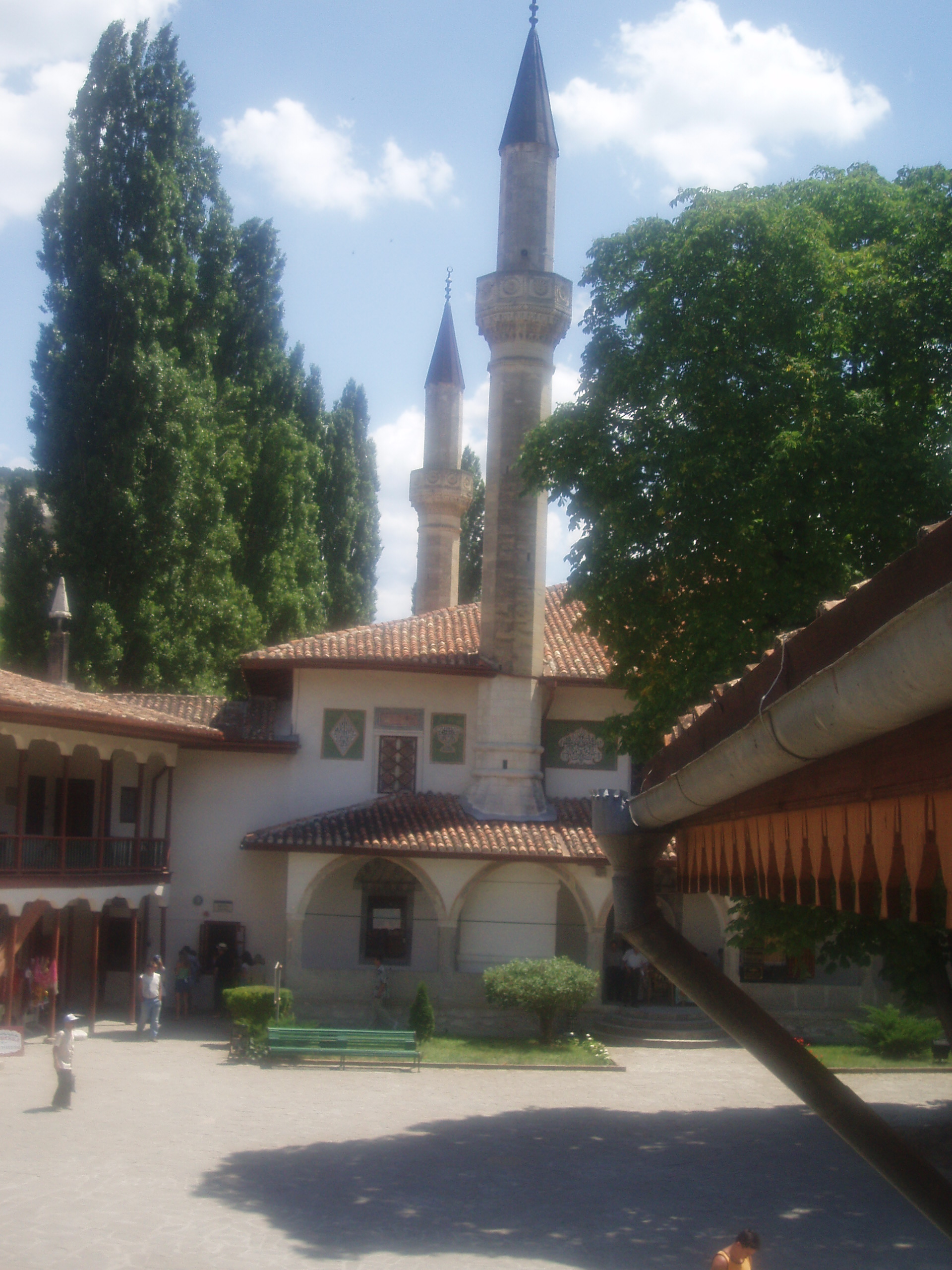
Мінарети ханського палацу у Бахчисараї, Крим, Україна, 2007
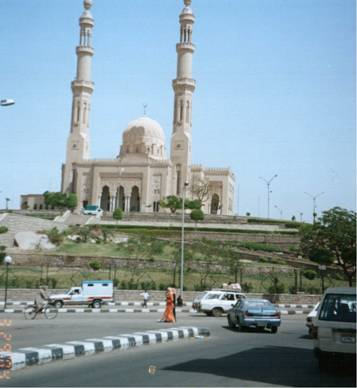
Мечеть з мінаретами Аль Табія в Асуані, Єгипет, 2004
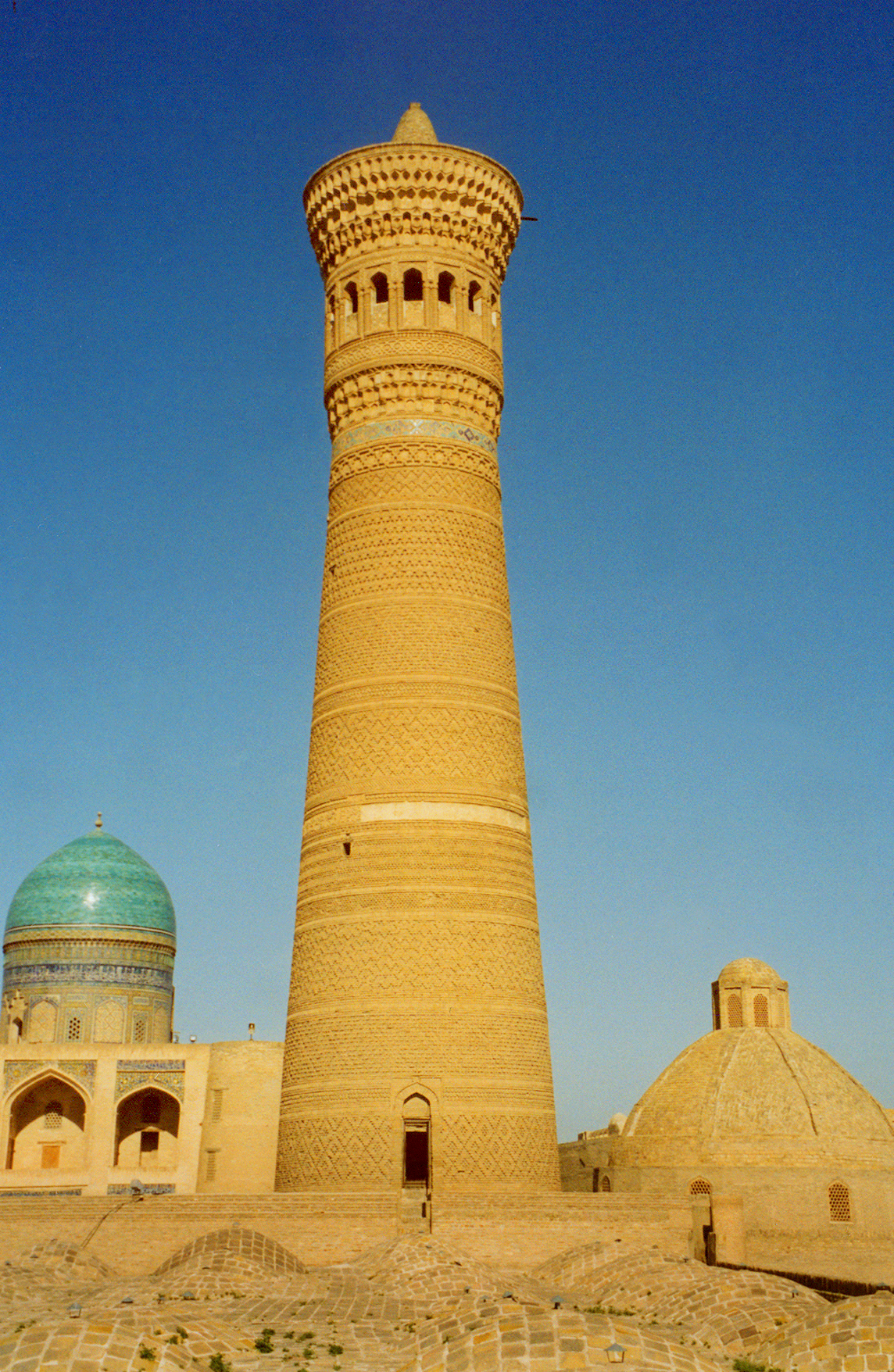
Мінарет Калаян, Бухара, Узбекистан
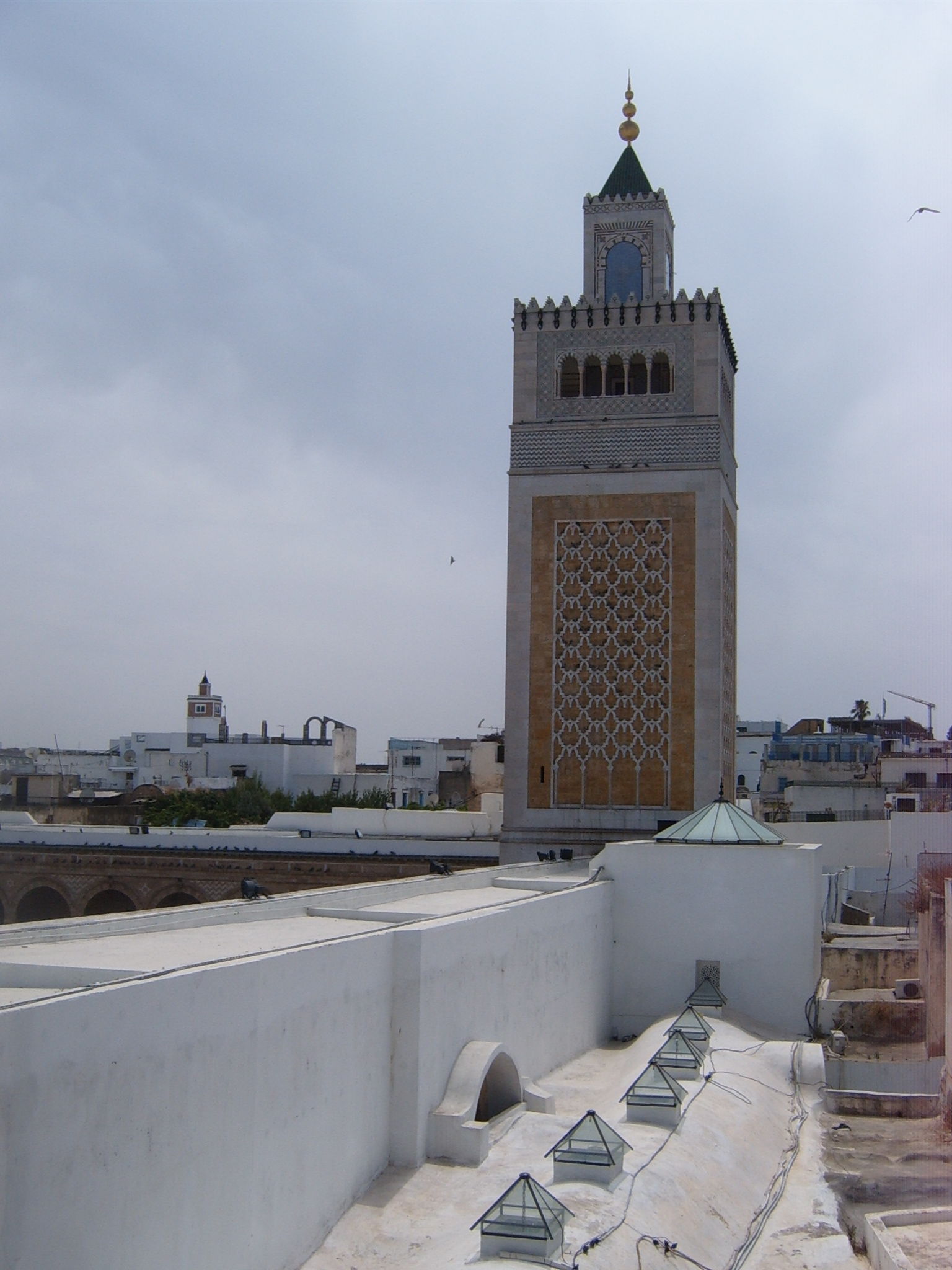
Мінарет мечеті Зітуна в Тунісі, Туніс
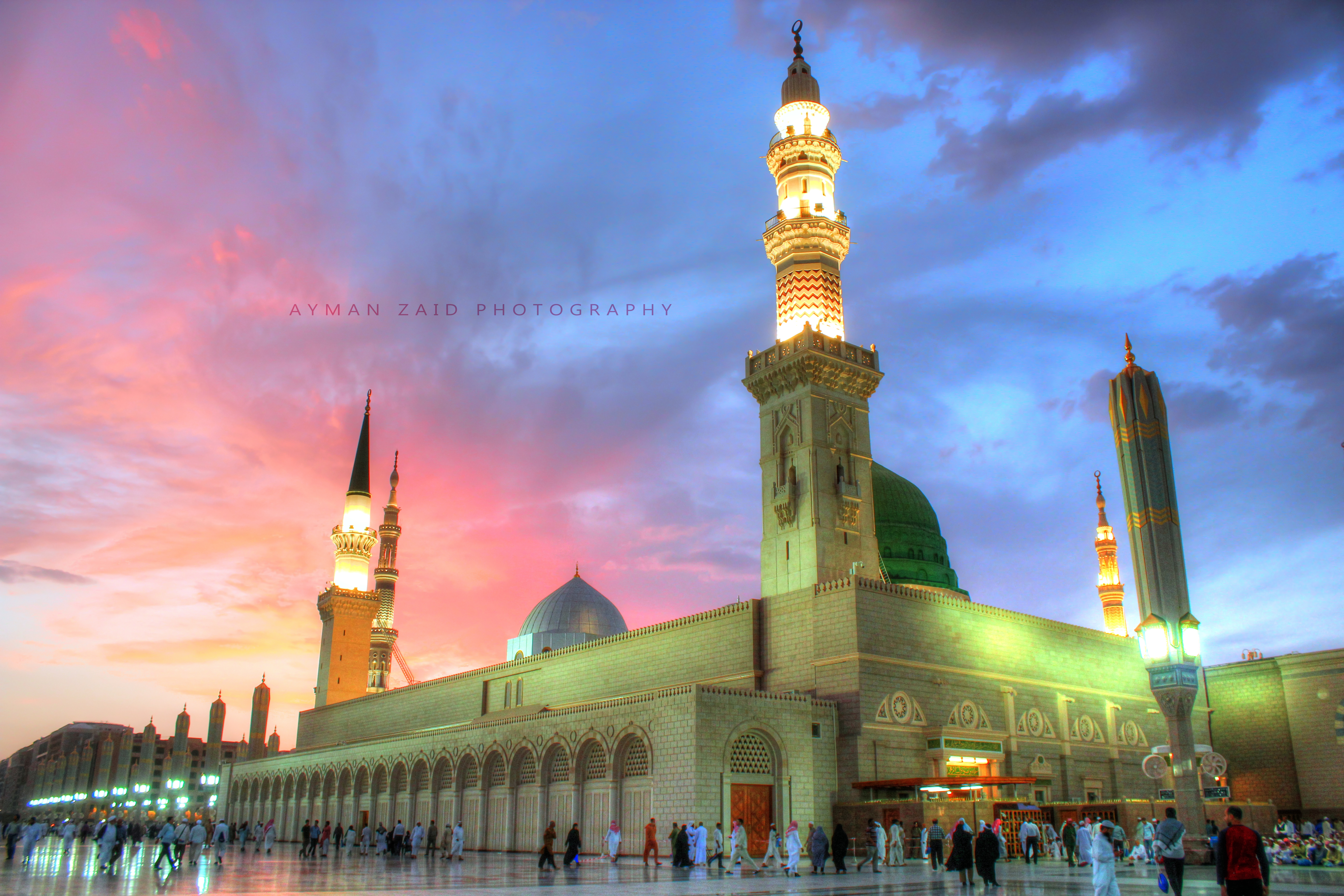
мечеть Масуд аль Набаві у місті Медина, Саудівська Аравія
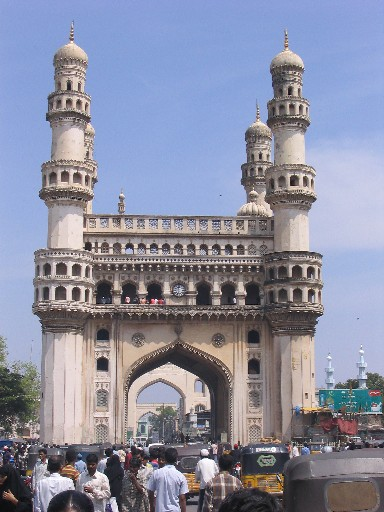
мечеть-палац Чармінар у місті Хайдарабад, Індія
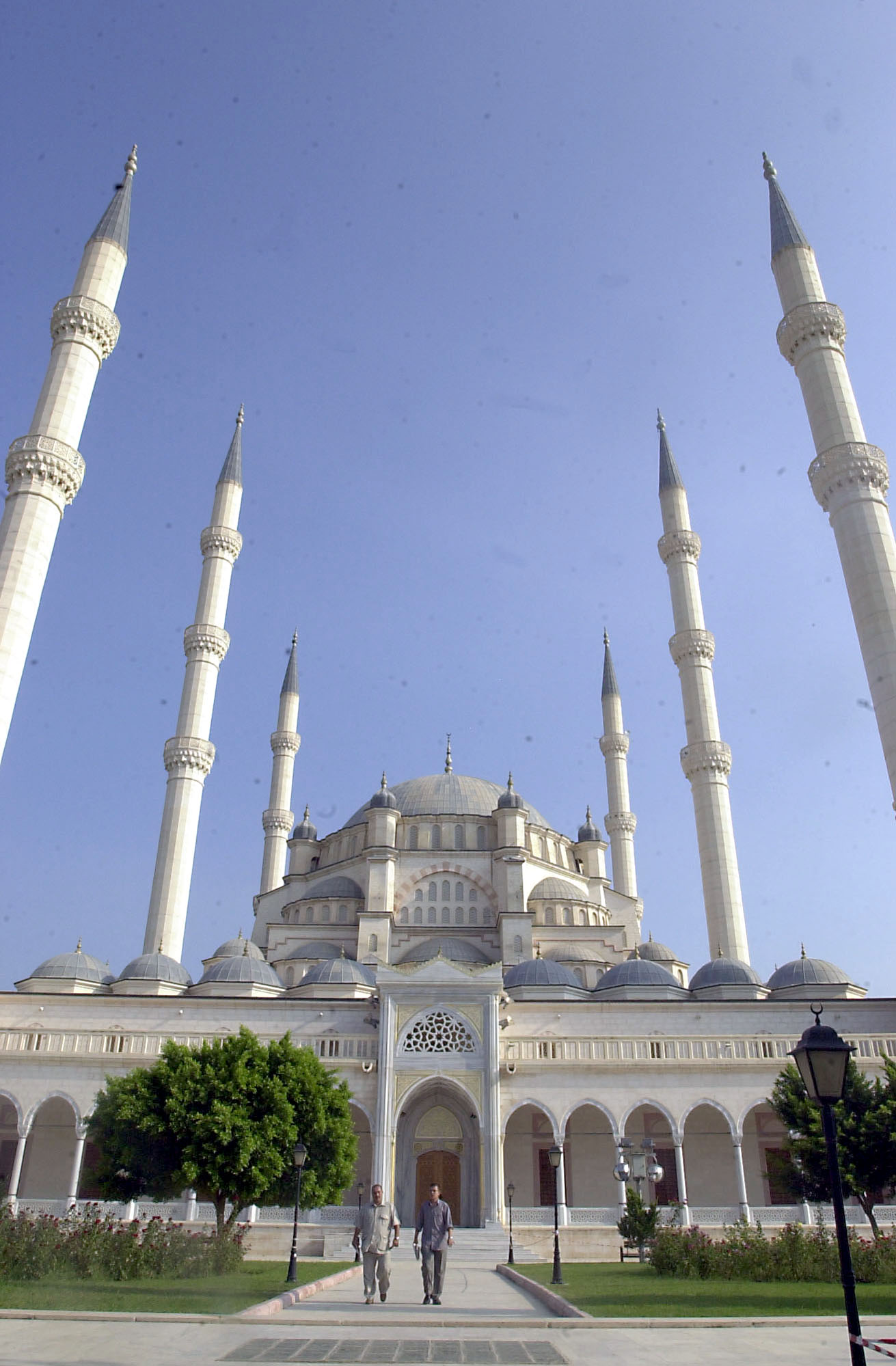
Мечеть з мінаретами Сабанджі, найбільша мечеть Туреччини
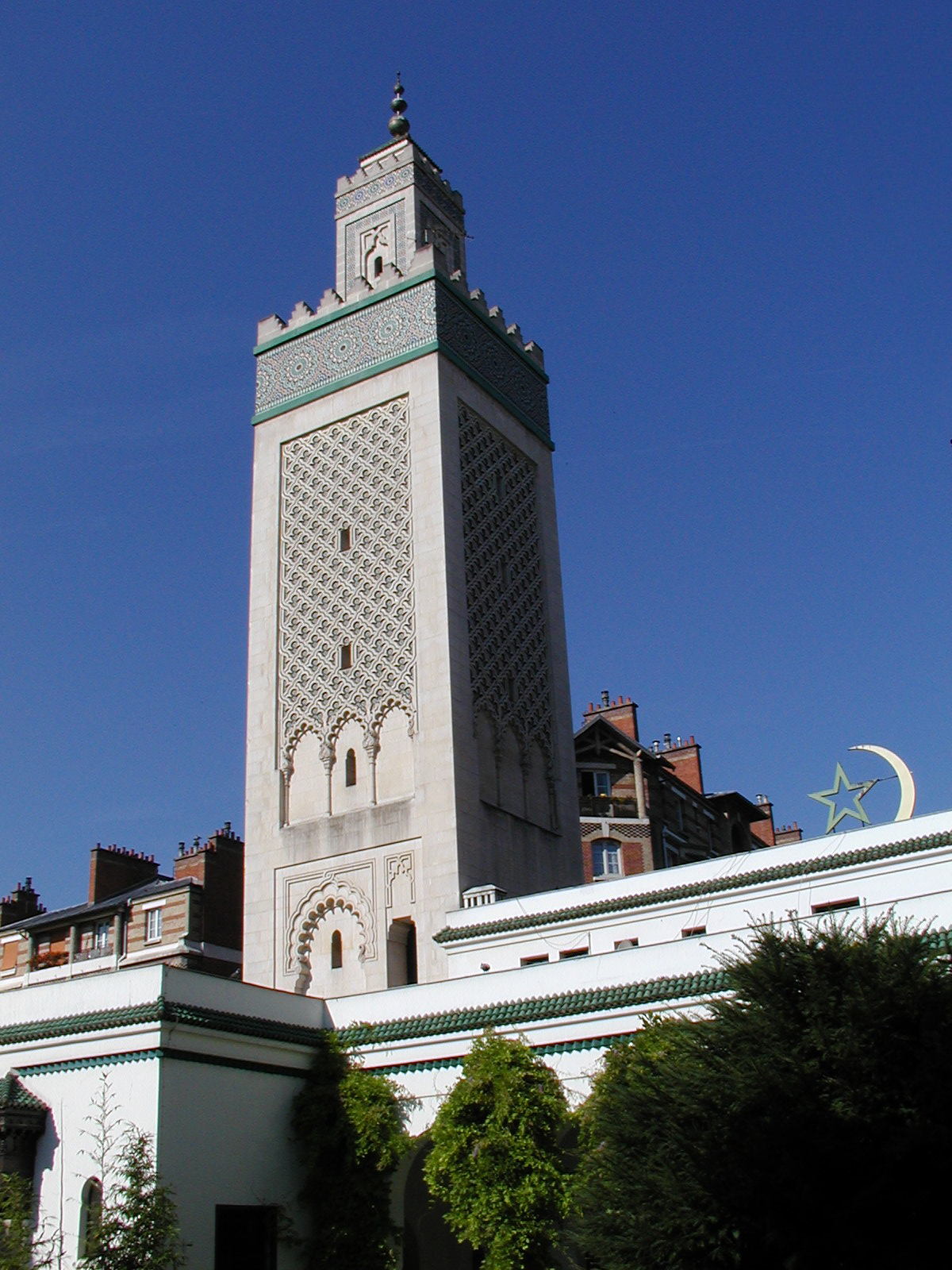
Велика мечеть у Парижі, Франція
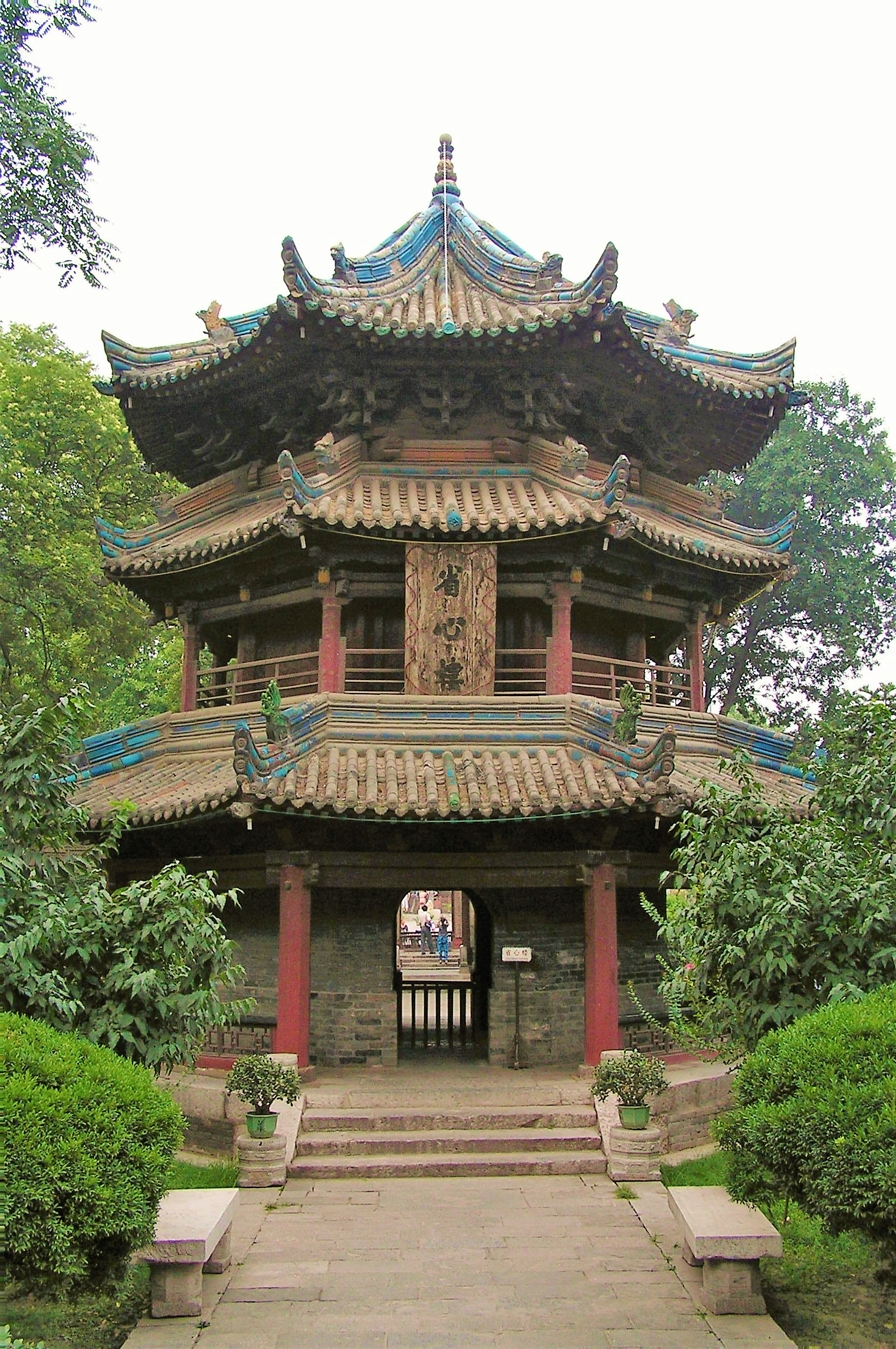
Мінарет великої мечеті у Сіані, Китай
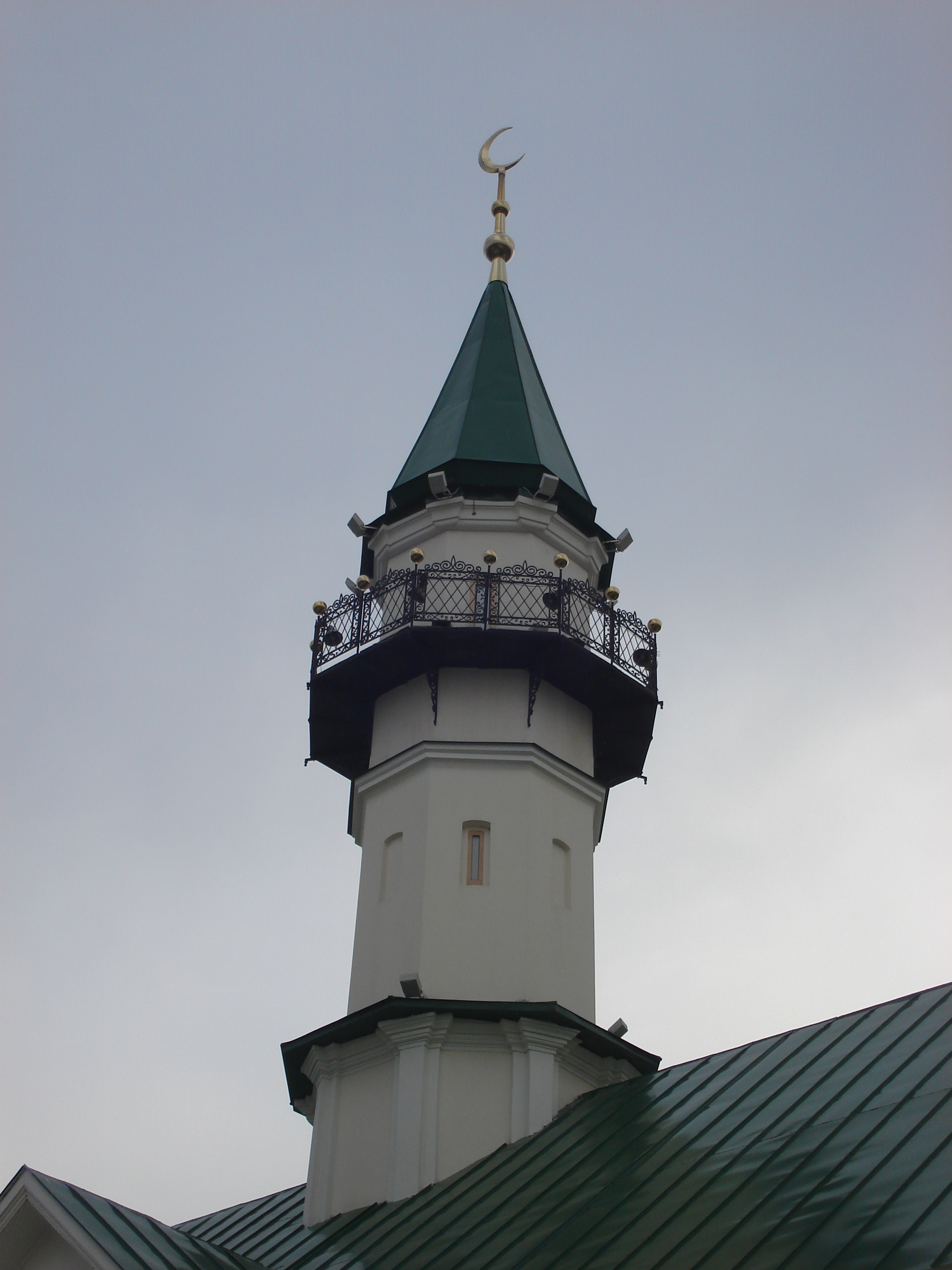
Мінарет мечеті Марджані, Казань, Татарстан
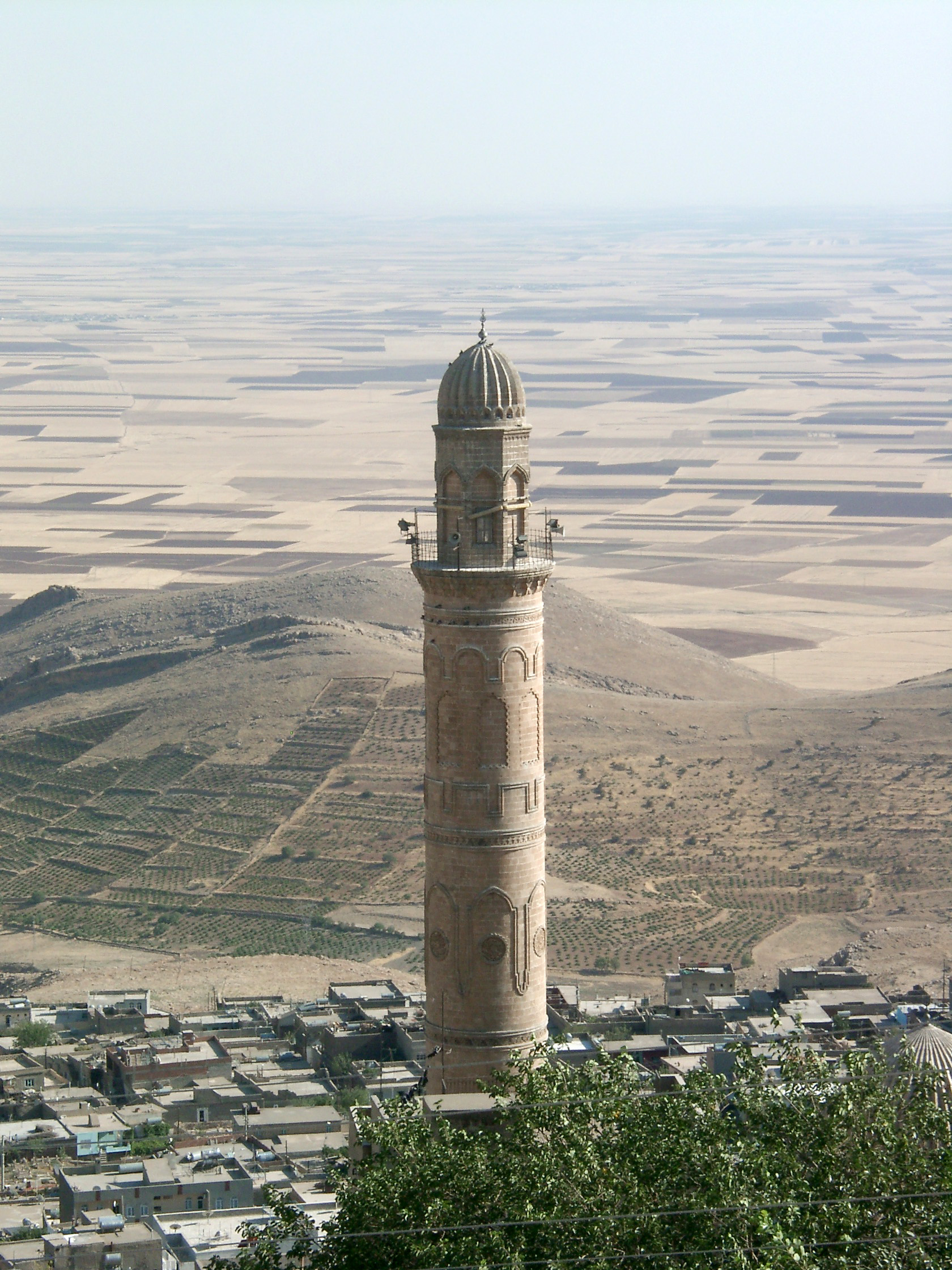
Мінарет у Мардині, Туреччина